# ATS-6
O Applications Technology Satellite 6 (ATS-6) foi um satélite de comunicação e Meteorológico geoestacionário estadunidense dedicado a testar novas tecnologias que foi construído pela Fairchild. Ele esteve localizado na posição orbital de 95 graus de longitude oeste e era operado pela NASA. O satélite foi baseado na plataforma ATS-6 Bus e tinha uma expectativa de vida útil de 5 anos. O mesmo saiu de serviço em 30 de junho de 1979.

## Características

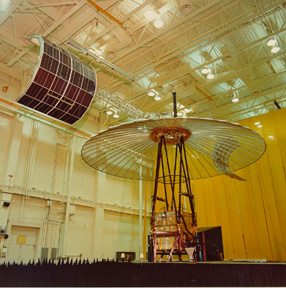
O ATS-6 durante os testes de lançamento.

A missão principal do ATS-6 foi implantar uma antena direcionável de alta ganho em órbita para fornecer comunicações com o sinal de Televisão a receptores terrestres e medir e avaliar o desempenho da antena.
Como missão secundária, dedicou-se a realizar experimentos sobre controle aéreo, comunicações por laser e fotografia da Terra.
O satélite estava a bordo de um motor de íons de césio para medir o empuxo e a compatibilidade eletromagnética com outros subsistemas de bordo. O propulsor media 8 cm de diâmetro e foi concebido para funcionar a 0,15 kW de potência, proporcionando 4,5 mN de força com um impulso específico de 6700 segundos. A voltagem de entrada no motor era de 5600 volts e a quantidade de propelente a bordo era de 3,6 kg. Em testes anteriores em terra o recorde de funcionamento era de 2614 horas. No ATS-6 o motor funcionou 92 horas por causa da finalização prematura do experimento devido a problemas com o sistema de alimentação do propelente.
A missão do satélite termino no dia 30 de junho de 1979 quando ele foi retirado de serviço.

## Lançamento
O satélite foi lançado com sucesso ao espaço no dia 30 de maio de 1974, por meio de um veículo Titan-3(23)C a partir do Centro Espacial Kennedy, na Flórida, Estados Unidos. Ele tinha uma massa de lançamento de 930 kg.